# Jenaer Modell der Lehrerbildung
Das Jenaer Modell der Lehrerbildung wurde an der Universität Jena entwickelt. Es geht von der Gliederung der Lehrerbildung in drei Phasen aus (Universität, Studienseminar, Fortbildung). Die Universitätsphase wurde im Studienjahr 2007/2008 im Rahmen des Bologna-Prozesses der Studienreform eingeführt. Die ersten Studierenden haben im Studienjahr 2011/12 erfolgreich ihr Studium abgeschlossen.

## Rahmenbedingungen
Das Jenaer Modell geht konzeptuell auf die Lehrerbildungsstandards der deutschen Kultusministerkonferenz (KMK) von 2004 zurück.

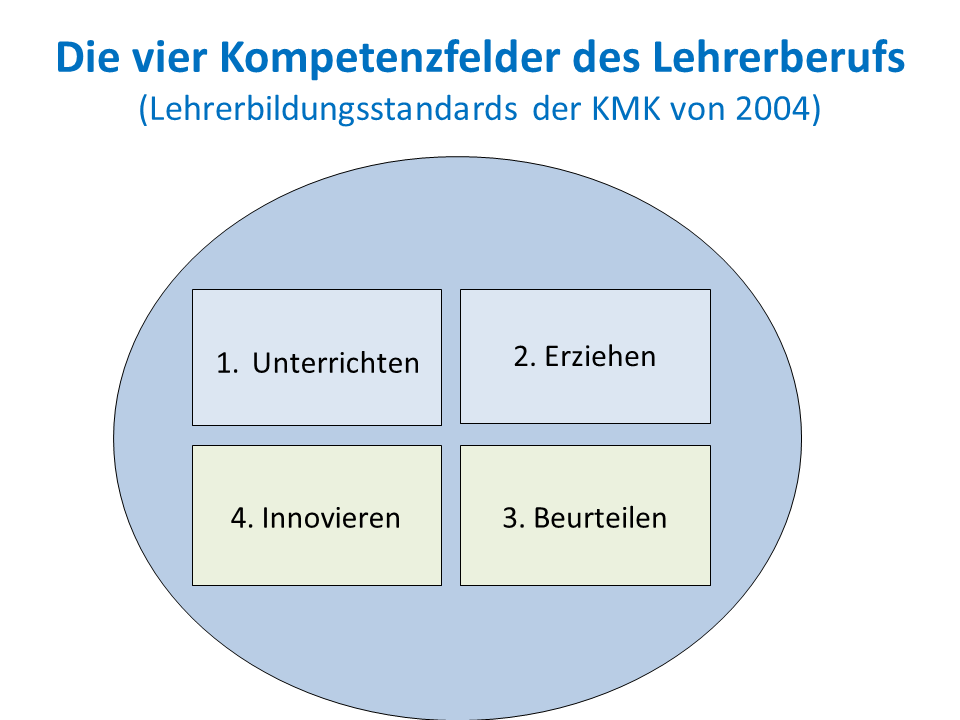
Lehrerkompetenzen

Mit den Lehrerbildungsstandards wurde das Berufsbild des Lehrers grundsätzlich erweitert und damit an den Anforderungen des Tätigkeitsfeldes Schule ausgerichtet. Diese Erweiterung des Berufsbildes hat Folgen für die Aus- und die Fortbildung der Lehrer. Sie wird im Lehrerbildungsgesetz des Freistaats Thüringen von 2008 aufgegriffen. Im Gesetz wird die Lehrerbildung als gegliederte Einheit verstanden. Die drei Träger werden zur inhaltlichen und personalen Kooperation und zur wechselseitigen Abstimmung der Ausbildungsziele und -inhalte verpflichtet.

## Strukturelemente des Modells
Das Modell der Jenaer Lehrerbildung übernimmt für die erste Phase die Modularisierung der Studiengänge auf der Grundlage des Bologna-Prozesses der europäischen Studienreform, aber es hält an der Grundständigkeit des Studiums fest.

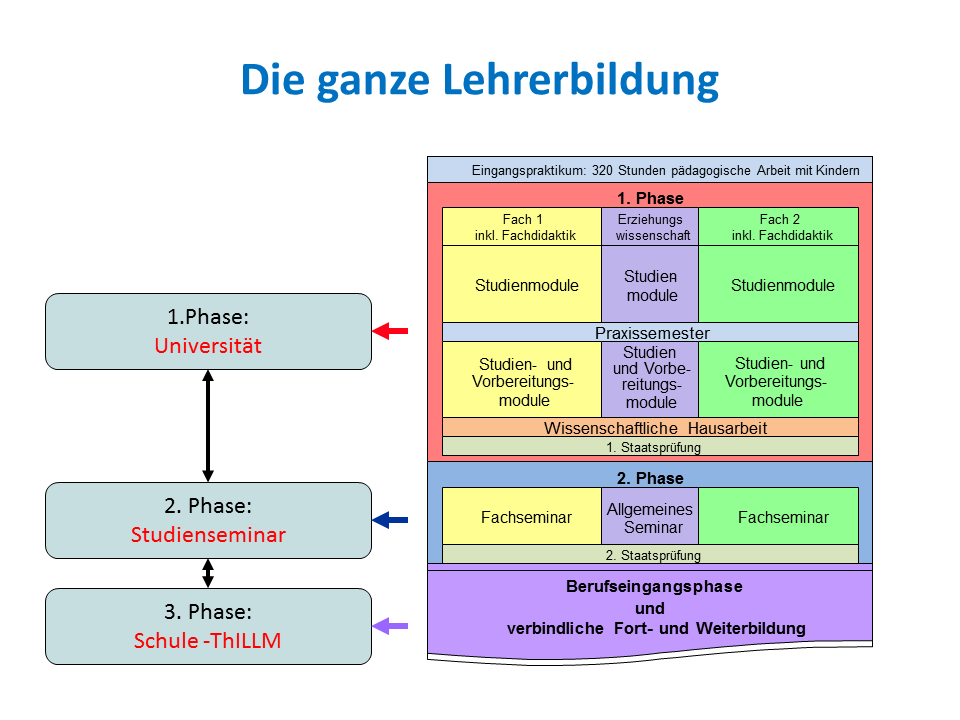
Struktur des Jenaer Modells

Die gute fachliche Qualität der Ausbildung von Lehrern wird durch das Jenaer Modell nicht geschmälert. Es schafft jedoch Zeit und Raum für die Inhalte der Berufswissenschaften
- durch das Eingangspraktikum: 320 Stunden pädagogische Arbeit mit Kindern,
- durch das kooperativ mit den Thüringer Schulen durchgeführte Praxissemester von fünf Monaten Dauer zweimal im Jahr,
- durch eine Öffnung der zweiten und (beabsichtigt auch der) dritten Phase der Lehrerbildung für berufswissenschaftliche Angebote der Universität.

Das Jenaer Modell lässt ohne großen Zeitverlust noch nach zwei Studienjahren sowohl Einstiege in das Lehramtsstudium aus den Bachelor-Studiengängen als auch Ausstiege zu den 2-Fach-Bachelor/Master-Studiengängen zu. Dies setzt eine individuelle Beratung der Studiengangswechsler voraus.

### Eingangspraktikum
Untersuchungen zeigen, dass vor Einführung des Jenaer Modells mehr als 60 Prozent der Lehramtsstudierenden noch nie einen längerfristigen pädagogischen Kontakt zu Kindern und Jugendlichen aufgenommen hatten. Es fehlte ihnen die praktische Erfahrung im Umgang mit der jüngeren Generation. Deshalb fordert die Universität Jena heute von den angehenden Studierenden, in einem Eingangspraktikum einen pädagogischen Bezug zu Kindern und Jugendlichen aufzubauen und über einen längeren Zeitraum (320 Stunden) aufrechtzuerhalten. Auf diese Weise erfahren die Studierenden, welche Aufgaben ein Erwachsener hat, der erzieherische (Teil-)Verantwortung für Kinder oder für Jugendliche übernimmt. Das Eingangspraktikum dient der Selbsterprobung der künftigen Lehramtsstudierenden.

### Praxissemester

#### Funktion
Aus grundsätzlichen Erwägungen ist das Jenaer Praxissemester in der Mitte des Studiums, im 5. oder 6. Semester platziert.

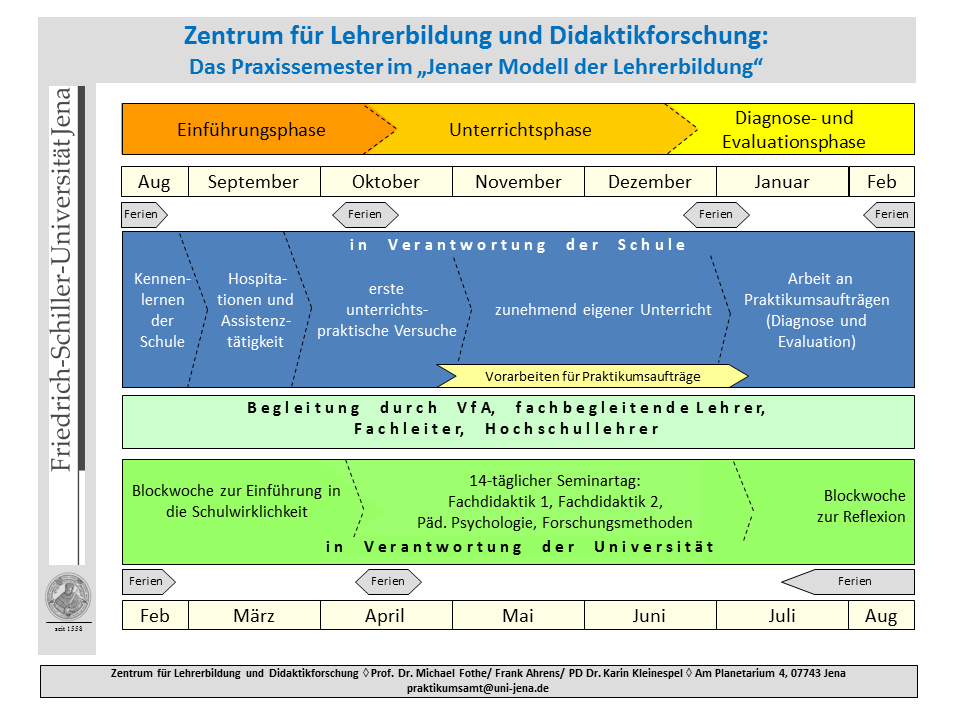
Praxissemester

Studierende sollen eine Grundkompetenz in ihren Fächern und auch in den Fachdidaktiken und in der Erziehungswissenschaft erworben haben, bevor sie sich fünf Monate auf die Schulpraxis einlassen. Sie sollen aber auch die Chance bekommen, ihre Praxissemestererfahrungen in ihr Studium einfließen zu lassen. Deshalb studieren sie nach dem fünfmonatigen Praktikum weitere vier Semester, ehe sie mit ihrem Examen die Universitätsphase abschließen. Auf diese Weise fügt das Praxissemester der Perspektive des Studiums die Perspektive des zukünftigen Tätigkeitsfelds hinzu. Das Praxissemester eröffnet vom Studium her einen Ausblick auf die praktischen Kompetenzen, die erworben werden müssen, wenn der Lehrerberuf professionell ausgeübt werden soll. Dass in diesem Zusammenhang Kompetenzen angebahnt werden, an die der Vorbereitungsdienst anschließen kann, ist ein zusätzlicher Gewinn, aber nicht das fundamentale Ziel des Praxissemesters.

#### Aufbau
In das Praxissemester integriert sind von der Seite der Hochschule fünf Module, die von den Fachdidaktiken, der Erziehungswissenschaft, sowie dem Zentrum für Lehrerbildung und Bildungsforschung getragen werden.
Das Praxissemester ist in Phasen gegliedert: In der Einführungsphase sind die Praktikanten gewissermaßen Eleven, die fremden Unterricht beobachten, aber auch ihren fachbegleitenden Lehrern oder den Lehramtsanwärtern bei der Unterrichtsvorbereitung und -durchführung zur Hand gehen, indem sie Teilaufgaben übernehmen. In der Unterrichtsphase gestalten und reflektieren die Praktikanten ganze Unterrichtsstunden oder Teile von Unterrichtseinheiten. In jedem Fach sollen sie im Verlauf des Praxissemesters in der Regel 20 Unterrichtsstunden halten. In der Diagnose- und Evaluationsphase stellen die Schulen den Praktikanten kleine Aufgaben: z. B.
- ein Lernstandsgutachten für einen Schüler mit Diagnoseinstrumenten anzufertigen,
- Schüler mit einem Instrument zur Qualität einer Unterrichtsstunde zu befragen oder
- eine Befragung der Lehrer zur Schulentwicklung mit einem vorgegebenen Instrument durchzuführen.[12]

#### Wirkungen
Die Wirkungen des Praxissemesters werden in drei Dimensionen wissenschaftlich untersucht: Belastung, Kompetenzerwerb, Studien- und Berufsmotivation. Die Studien sind in der Regel längsschnittlich angelegt und schließen vier Teilerhebungen ein: Zu Beginn des Studiums, zu Beginn des Praxissemesters, am Ende des Praxissemesters und kurz vor Abschluss des Studiums. Ergebnisse können in den Studien, die in den Einzelnachweisen aufgeführt sind, nachgelesen werden.

### Fortbildung Didaktik

#### Interessen und Ressourcen
Die Fortbildung Didaktik ist das zweite große Projekt der Professionalisierung im Jenaer Modell. Während im Praxissemester die Institutionen der 2. und 3. Phase die 1. Phase der Lehrerbildung unterstützen, ist es in der Fortbildung Didaktik umgekehrt.

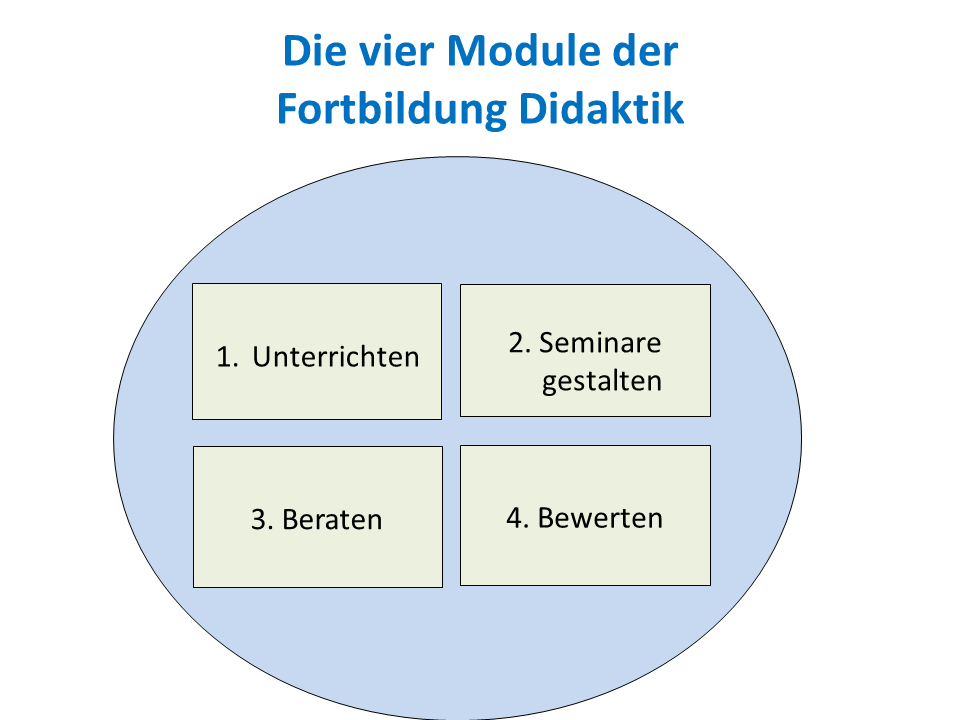
Module der Fortbildung Didaktik

Als Studien- und Traineeprogramm für die Ausbildung von neu eingestellten Fachleitern der 2. Phase durchbricht die Fortbildung Didaktik die Grenzen universitären Studiums. Die Fortbildung Didaktik setzt neue Akzente und ist ein Novum in der bundesweiten Ausbildung von Fachleitern.

#### Aufbau
Seit Beginn des Schuljahres 2010/2011 wurden in Thüringen ca. 100 Lehrer als beauftragte Fachleiter für alle Schulformen neu berufen. Da die Fortbildung Didaktik in ihrem Kern als eine Intensivausbildung angelegt ist, hätte eine Gruppengröße von 55 oder mehr Teilnehmern den Ausbildungsintentionen entgegengestanden. Deshalb wurde unmittelbar mit der Beauftragung der neuen Fachleiter eine kompakte Berufseinführende Grundqualifizierung angeboten und eine 24 Monate andauernde berufsbegleitende Vertiefende Qualifizierung mit jeweils 20–25 Teilnehmern im Zwei-Jahres-Zyklus durchgeführt. Die Kollegen, die an der Vertiefenden Qualifizierung teilnehmen, erhalten für die wöchentlichen Seminarveranstaltungen der Fortbildung Didaktik vier Stunden Unterrichtsentlastung, damit sie jeweils montags von 9.00 bis 16.00 Uhr an den Veranstaltungen teilnehmen und diese vor- und nachbereiten können.
Als Ergänzung des Curriculums der montäglichen Seminarveranstaltungen der Fortbildung Didaktik üben alle Teilnehmer der Vertiefenden Qualifizierung eine zusätzliche Trainee-Tätigkeit aus. Hierbei handelt es sich um eine von den Teilnehmern selbstgesteuerte und selbstverantwortete Fortbildung. Dies ist – je nach Bedürfnissen und gegebenen Rahmenbedingungen – eine fachwissenschaftliche, eine fachdidaktische oder eine fachpraktische Veranstaltung oder ein Projekt. Für die Trainee-Tätigkeit stehen pro Teilnehmer bis zu vier weitere Stunden Unterrichtsentlastung pro Woche zur Verfügung. Einer Gruppe von drei bis fünf Trainees steht ein Coach aus dem Dozentenkollegium zur Seite. Der Ergebnisstand der Trainee-Tätigkeit wird nach jedem Halbjahr dokumentiert und mit einer Präsentation im Plenum der Fortbildung Didaktik abgeschlossen.

#### Spiralcurriculum
In der Grundqualifizierung vermittelt die Fortbildung Didaktik die Grundlagen des Fachleiterhandelns in den Kompetenzfeldern (1) Unterrichten, (2) Seminare für Lehramtsanwärter/Referendare gestalten, (3) Beraten und (4) Bewerten.
Die Vertiefende Qualifizierung folgt in ihrer Anlage einem Spiralcurriculum. Damit ist gemeint, dass die Themen aus der Grundqualifizierung aufgegriffen und unter Herausarbeitung theoretischer Konzepte vertieft und erweitert werden. Eine Stärke der Fortbildung Didaktik besteht darin, Fachleitern nicht nur deklaratives Wissen zu vermitteln, sondern ihnen in Hospitations- und Intervisionsphasen auch die Möglichkeit zu geben, prozedurales Wissen für die Fachleitertätigkeit zu erwerben und praktisch einzuüben.

## Auszeichnung durch den Stifterverband
Im Rahmen der Ausschreibung Von der Hochschule in den Klassenraum ist das Jenaer Modell der Lehrerbildung 2010 als eines von vier Beispielen guter Praxis vom Stifterverband für die Deutsche Wissenschaft ausgezeichnet worden.
Ziel des Programms ist es, zu einer geregelten Zusammenarbeit von Hochschulen und Studienseminaren beizutragen und die theoretische und praktische Ausbildung bzw. die erste und zweite Phase der Lehrerausbildung so aufeinander abzustimmen, dass ein systematischer Kompetenzaufbau der angehenden Lehrer ermöglicht wird.